# Cmentarz ewangelicki w Golęczewie
Cmentarz ewangelicki w Golęczewie – cmentarz ewangelicki zlokalizowany w Golęczewie przy ul. Dworcowej, w zachodniej części wsi. Znajduje się w wojewódzkiej ewidencji zabytków.
Cmentarz założono na początku XX wieku dla lokalnej społeczności protestanckiej, bowiem wieś miała charakter wzorcowej wsi niemieckiej. Golęczewo zostało wykupione z rąk polskich w październiku 1901 z zamiarem stworzenia tu osady zgodnej z założeniami Hakaty. Nekropolię założono na planie kwadratu, przy czym alejki wewnętrzne tworzyły krzyż równoramienny wpisany w ten kwadrat. W związku z tym powstały cztery równe kwatery. Zachował się na nich tylko jeden czytelny nagrobek z 1910. Cmentarz otoczono żelaznym, kutym ogrodzeniem, które zostało wyremontowane w 2014. Na cmentarzu rośnie cenny starodrzew: kasztanowce, lipy oraz akacje, a także znajduje się stanowisko bluszczu pospolitego.